# Kanthaka
Segons la llegenda budista, Kanthaka (en pali i sànscrit) (segle VI aC, a Kapilvastu i Tilaurakot, Nepal) era un cavall blanc favorit de divuit colzades de llargada que era un servent reial del príncep Siddhartha, que més tard esdevingué Gautama Buda. Siddhartha va utilitzar Kanthaka en tots els esdeveniments principals descrits en textos budistes abans de la seva renúncia al món. Després de la marxa de Siddhartha, Kanthaka va morir d'un cor trencat.
A la cort del rei Śuddhodana, Kanthaka era el cavall més hàbil i capaç, i el favorit del príncep hereu Siddhartha, sempre que Siddhartha necessitava sortir fora del palau. Siddhartha havia estat prodigat i mimat en una sèrie de palaus construïts expressament per Śuddhodana per tal de protegir-lo dels pensaments de dolor i sofriment. Això es va fer a causa d'una profecia de l'ascètica Asita, que va predir que Siddhartha renunciaria al tron per convertir-se en un líder espiritual si contemplava el sofriment humà. Kanthaka es descriu per primera vegada en relació als esdeveniments que van conduir al matrimoni de Siddhartha amb Yasodhara, una altra princesa Sakyan. Segons els costums de la kshatriyaClan Sakyan, un príncep ha de demostrar la seva dignitat en habilitats relacionades amb el guerrer, com ara l'equitació, el tir amb arc a cavall i el joc d'espasa derrotant altres membres de la família reial en aquests concursos. Muntat a Kanthaka, Siddhartha va derrotar el seu cosí Devadatta en tir amb arc, un altre cosí Anuruddha en una competició d'equitació i després el mig germà Nanda en jocs d'espasa.
Després del matrimoni de Siddhartha, Kanthaka va ser el cavall que tirava del carro quan Channa, el servent reial principal, va acompanyar Siddhartha al voltant de Kapilavastu per veure els Quatre llocs d'interès mentre es trobava amb els seus súbdits, cosa que va impulsar la seva decisió de renunciar al món. Durant aquestes expedicions a bord de Kanthaka, Channa va explicar a Siddhartha les vistes d'un home gran, d'un malalt, d'un mort el funeral de la qual s'estava fent i, finalment, d'un ascètic que havia renunciat a la vida mundana per una d'espiritual, com Siddhartha que havia estat aïllat. d'aquestes vistes dins del palau va quedar sorprès.
Més tard, Kanthaka va ser el cavall utilitzat per Siddhartha per escapar del palau per convertir-se en un ascètic, mentre que la resta dels guàrdies del palau estaven adormits. Després de protestar inicialment i negar-se a acceptar que Siddhartha el deixés, Channa va muntar a Kanthaka,  guiant-lo fora de la ciutat a bord del cavall cap a un bosc a la vora del riu Anoma . Segons els textos, Kanthaka va poder saltar a través del riu. A cavall de Kanthaka, Channa va retornar els equipaments, les armes i els cabells de Siddhartha a Suddhodarnha al seu retorn al palau, després que Siddhartha l'obligués a tornar després que Channa s'hagués negat a abandonar-lo.
Segons els textos budistes, Kanthaka va renéixer com a brahman i va assistir a converses de dharma de Gautama Buda i va aconseguir la il·luminació. La mort es descriu de diverses maneres com si s'ha produït a la vora de l'Anoma o en tornar a Kapilavastu.
La descripció de Kanthaka també s'observa àmpliament en l'art budista, com ara les talles a les estupes. La representació de Siddhartha deixant Kapilavastu a bord de Kanthaka que es troba a l'estupa principal d' Amaravathi és la representació més antiga que existeix actualment. Aquestes representacions també es mostren als museus de Londres i Calcuta.